# Stanley Cup playoff 1984
I playoff della Stanley Cup 1984 del campionato NHL 1983-1984 hanno avuto inizio il 4 aprile 1984. Le sedici squadre qualificate per i playoff, otto da ciascuna Conference, hanno giocato una serie di partite al meglio delle cinque per i quarti di finale, seguiti da turni al meglio delle sette per le finali di Division e di Conference. I vincitori delle due Conference hanno disputato una serie di partite al meglio di sette per la conquista della Stanley Cup.
Al termine dei playoff della Stanley Cup giunsero in finale le stesse formazioni della stagione precedente, gli Islanders e gli Oilers. I New York Islanders grazie alla conquista Prince of Wales Trophy stabilirono il nuovo record della NHL con 19 serie consecutive vinte nei playoff, tuttavia il successo finale degli Edmonton Oilers impedì la conquista della ventesima serie di fila e la quinta Stanley Cup in cinque stagioni, impresa riuscita solo ai Montreal Canadiens nel corso degli anni '50.

## Squadre partecipanti

### Prince of Wales Conference

#### Adams Division
1. Boston Bruins - vincitori della Adams Division, 104 punti
2. Buffalo Sabres - 103 punti
3. Quebec Nordiques - 94 punti
4. Montreal Canadiens - 75 punti

#### Patrick Division
1. New York Islanders - vincitori della Patrick Division e della stagione regolare nella Prince of Wales Conference, 104 punti
2. Washington Capitals - 101 punti
3. Philadelphia Flyers - 98 punti
4. New York Rangers - 93 punti

### Clarence S. Campbell Conference

#### Norris Division
1. Minnesota North Stars - vincitori della Norris Division, 88 punti
2. St. Louis Blues - 71 punti
3. Detroit Red Wings - 69 punti
4. Chicago Blackhawks - 68 punti

#### Smythe Division
1. Edmonton Oilers - vincitori della Smythe Division, della stagione regolare nella Clarence S. Campbell Conference e del Presidents' Trophy, 119 punti
2. Calgary Flames - 82 punti
3. Vancouver Canucks - 73 punti
4. Winnipeg Jets - 73 punti

### Tabellone
Nel primo turno la squadra con il ranking più alto di ciascuna Division si sfida con quella dal posizionamento più basso seguendo lo schema 1-4 e 2-3, usufruendo anche del vantaggio del fattore campo. Il secondo turno determina la vincente divisionale, mentre il terzo vede affrontarsi le squadre vincenti delle Division della stessa Conference per accedere alla finale di Stanley Cup. Il fattore campo osservato nelle finali di conference e in finale di Stanley Cup fu determinato dai punti ottenuti in stagione regolare. Nel primo turno, al meglio delle cinque gare, si seguì il formato 2-2-1. Nelle altre serie, al meglio delle sette sfide, si seguì il formato 2-2-1-1-1: la squadra migliore in stagione regolare avrebbe disputato in casa Gara-1 e 2, (se necessario anche Gara-5 e 7), mentre quella posizionata peggio avrebbe giocato nel proprio palazzetto Gara-3 e 4 (se necessario anche Gara-6).
|  | Semifinali Division | Semifinali Division   | Semifinali Division |                     |    | Finali Division       | Finali Division | Finali Division |  |  | Finali Conference | Finali Conference | Finali Conference |  |  | Finale Stanley Cup | Finale Stanley Cup | Finale Stanley Cup |  |
|  |                     |                       |                     |                     |    |                       |                 |                 |  |  |                   |                   |                   |  |  |                    |                    |                    |  |
|  | A1                  | Boston Bruins         | 0                   |                     |    |                       |                 |                 |  |  |                   |                   |                   |  |  |                    |                    |                    |  |
|  | A1                  | Boston Bruins         | 0                   |                     |    |                       |                 |                 |  |  |                   |                   |                   |  |  |                    |                    |                    |  |
|  | A4                  | Montreal Canadiens    | 3                   |                     |    |                       |                 |                 |  |  |                   |                   |                   |  |  |                    |                    |                    |  |
|  | A4                  | Montreal Canadiens    | 3                   |                     | A4 | Montreal Canadiens    | 4               |                 |  |  |                   |                   |                   |  |  |                    |                    |                    |  |
|  |                     |                       |                     |                     | A4 | Montreal Canadiens    | 4               |                 |  |  |                   |                   |                   |  |  |                    |                    |                    |  |
|  |                     |                       | A2                  | Quebec Nordiques    | 2  |                       |                 |                 |  |  |                   |                   |                   |  |  |                    |                    |                    |  |
|  | A2                  | Buffalo Sabres        | A2                  | Quebec Nordiques    | 2  | 0                     |                 |                 |  |  |                   |                   |                   |  |  |                    |                    |                    |  |
|  | A2                  | Buffalo Sabres        |                     |                     |    |                       |                 |                 |  |  |                   |                   |                   |  |  |                    |                    |                    |  |
|  | A3                  | Quebec Nordiques      | 3                   |                     |    |                       |                 |                 |  |  |                   |                   |                   |  |  |                    |                    |                    |  |
|  | A3                  | Quebec Nordiques      | 3                   |                     | A4 | Montreal Canadiens    | 2               |                 |  |  |                   |                   |                   |  |  |                    |                    |                    |  |
|  |                     |                       |                     |                     |    |                       |                 |                 |  |  |                   |                   |                   |  |  |                    |                    |                    |  |
|  |                     |                       | P1                  | New York Islanders  | 4  |                       |                 |                 |  |  |                   |                   |                   |  |  |                    |                    |                    |  |
|  | P1                  | New York Islanders    | P1                  | New York Islanders  | 4  | 3                     |                 |                 |  |  |                   |                   |                   |  |  |                    |                    |                    |  |
|  | P1                  | New York Islanders    |                     |                     |    |                       |                 |                 |  |  |                   |                   |                   |  |  |                    |                    |                    |  |
|  | P4                  | New York Rangers      | 2                   |                     |    |                       |                 |                 |  |  |                   |                   |                   |  |  |                    |                    |                    |  |
|  | P4                  | New York Rangers      | 2                   |                     | P1 | New York Islanders    | 4               |                 |  |  |                   |                   |                   |  |  |                    |                    |                    |  |
|  |                     |                       |                     |                     | P1 | New York Islanders    | 4               |                 |  |  |                   |                   |                   |  |  |                    |                    |                    |  |
|  |                     |                       | P2                  | Washington Capitals | 1  |                       |                 |                 |  |  |                   |                   |                   |  |  |                    |                    |                    |  |
|  | P2                  | Washington Capitals   | P2                  | Washington Capitals | 1  | 3                     |                 |                 |  |  |                   |                   |                   |  |  |                    |                    |                    |  |
|  | P2                  | Washington Capitals   |                     |                     |    |                       |                 |                 |  |  |                   |                   |                   |  |  |                    |                    |                    |  |
|  | P3                  | Philadelphia Flyers   | 0                   |                     |    |                       |                 |                 |  |  |                   |                   |                   |  |  |                    |                    |                    |  |
|  | P3                  | Philadelphia Flyers   | 0                   |                     | P1 | New York Islanders    | 1               |                 |  |  |                   |                   |                   |  |  |                    |                    |                    |  |
|  |                     |                       |                     |                     |    |                       |                 |                 |  |  |                   |                   |                   |  |  |                    |                    |                    |  |
|  |                     |                       | S1                  | Edmonton Oilers     | 4  |                       |                 |                 |  |  |                   |                   |                   |  |  |                    |                    |                    |  |
|  | N1                  | Minnesota North Stars | S1                  | Edmonton Oilers     | 4  | 3                     |                 |                 |  |  |                   |                   |                   |  |  |                    |                    |                    |  |
|  | N1                  | Minnesota North Stars |                     |                     |    |                       |                 |                 |  |  |                   |                   |                   |  |  |                    |                    |                    |  |
|  | N4                  | Chicago Blackhawks    | 2                   |                     |    |                       |                 |                 |  |  |                   |                   |                   |  |  |                    |                    |                    |  |
|  | N4                  | Chicago Blackhawks    | 2                   |                     | N1 | Minnesota North Stars | 4               |                 |  |  |                   |                   |                   |  |  |                    |                    |                    |  |
|  |                     |                       |                     |                     | N1 | Minnesota North Stars | 4               |                 |  |  |                   |                   |                   |  |  |                    |                    |                    |  |
|  |                     |                       | N2                  | St. Louis Blues     | 3  |                       |                 |                 |  |  |                   |                   |                   |  |  |                    |                    |                    |  |
|  | N2                  | St. Louis Blues       | N2                  | St. Louis Blues     | 3  | 3                     |                 |                 |  |  |                   |                   |                   |  |  |                    |                    |                    |  |
|  | N2                  | St. Louis Blues       |                     |                     |    |                       |                 |                 |  |  |                   |                   |                   |  |  |                    |                    |                    |  |
|  | N3                  | Detroit Red Wings     | 1                   |                     |    |                       |                 |                 |  |  |                   |                   |                   |  |  |                    |                    |                    |  |
|  | N3                  | Detroit Red Wings     | 1                   |                     | N1 | Minnesota North Stars | 0               |                 |  |  |                   |                   |                   |  |  |                    |                    |                    |  |
|  |                     |                       |                     |                     |    |                       |                 |                 |  |  |                   |                   |                   |  |  |                    |                    |                    |  |
|  |                     |                       | S1                  | Edmonton Oilers     | 4  |                       |                 |                 |  |  |                   |                   |                   |  |  |                    |                    |                    |  |
|  | S1                  | Edmonton Oilers       | S1                  | Edmonton Oilers     | 4  | 3                     |                 |                 |  |  |                   |                   |                   |  |  |                    |                    |                    |  |
|  | S1                  | Edmonton Oilers       |                     |                     |    |                       |                 |                 |  |  |                   |                   |                   |  |  |                    |                    |                    |  |
|  | S4                  | Winnipeg Jets         | 0                   |                     |    |                       |                 |                 |  |  |                   |                   |                   |  |  |                    |                    |                    |  |
|  | S4                  | Winnipeg Jets         | 0                   |                     | S1 | Edmonton Oilers       | 4               |                 |  |  |                   |                   |                   |  |  |                    |                    |                    |  |
|  |                     |                       |                     |                     | S1 | Edmonton Oilers       | 4               |                 |  |  |                   |                   |                   |  |  |                    |                    |                    |  |
|  |                     |                       | S2                  | Calgary Flames      | 3  |                       |                 |                 |  |  |                   |                   |                   |  |  |                    |                    |                    |  |
|  | S2                  | Calgary Flames        | S2                  | Calgary Flames      | 3  | 3                     |                 |                 |  |  |                   |                   |                   |  |  |                    |                    |                    |  |
|  | S2                  | Calgary Flames        |                     |                     |    |                       |                 |                 |  |  |                   |                   |                   |  |  |                    |                    |                    |  |
|  | S3                  | Vancouver Canucks     | 1                   |                     |    |                       |                 |                 |  |  |                   |                   |                   |  |  |                    |                    |                    |  |

## Prince of Wales Conference

### Semifinali di Division

#### Boston - Montreal
| Boston 4 aprile 1984 | Montreal Canadiens | 2 – 1 (0-0; 1-1; 1-0) referto | Boston Bruins | Boston Garden (14.146 spett.) |

| Boston 5 aprile 1984 | Montreal Canadiens | 3 – 1 (2-1; 0-0; 1-0) referto | Boston Bruins | Boston Garden (14.451 spett.) |

| Montréal 7 aprile 1984 | Boston Bruins | 0 – 5 (0-2; 0-3; 0-0) referto | Montreal Canadiens | Forum de Montréal (18.097 spett.) |

#### Buffalo - Quebec
| Buffalo 4 aprile 1984 | Quebec Nordiques | 3 – 2 (0-1; 3-1; 0-0) referto | Buffalo Sabres | Buffalo Memorial Auditorium (16.000 spett.) |

| Buffalo 5 aprile 1984 | Quebec Nordiques | 6 – 2 (2-0; 3-2; 1-0) referto | Buffalo Sabres | Buffalo Memorial Auditorium (15.730 spett.) |

| Québec 7 aprile 1984 | Buffalo Sabres | 1 – 4 (1-2; 0-2; 0-0) referto | Quebec Nordiques | Colisée de Québec (15.334 spett.) |

#### NY Islanders - NY Rangers
| Uniondale 4 aprile 1984 | New York Rangers | 1 – 4 (1-0; 0-2; 0-2) referto | New York Islanders | Nassau Coliseum (15.850 spett.) |

| Uniondale 5 aprile 1984 | New York Rangers | 3 – 0 (1-0; 1-0; 1-0) referto | New York Islanders | Nassau Coliseum (15.850 spett.) |

| New York 7 aprile 1984 | New York Islanders | 2 – 7 (0-2; 1-4; 1-1) referto | New York Rangers | Madison Square Garden (17.371 spett.) |

| New York 8 aprile 1984 | New York Islanders | 4 – 1 (0-0; 0-1; 4-0) referto | New York Rangers | Madison Square Garden (17.371 spett.) |

| Uniondale 10 aprile 1984 | New York Rangers | 2 – 3 (d.t.s.) (1-1; 0-0; 1-1) referto | New York Islanders | Nassau Coliseum (15.850 spett.) |

#### Washington - Philadelphia
| Landover 4 aprile 1984 | Philadelphia Flyers | 2 – 4 (1-1; 1-1; 0-2) referto | Washington Capitals | Capital Centre (18.130 spett.) |

| Landover 5 aprile 1984 | Philadelphia Flyers | 2 – 6 (2-1; 0-0; 0-4) referto | Washington Capitals | Capital Centre (18.130 spett.) |

| Filadelfia 7 aprile 1984 | Washington Capitals | 5 – 1 (2-0; 3-0; 0-1) referto | Philadelphia Flyers | The Spectrum (17.191 spett.) |

### Finali di Division

#### Quebec - Montreal
| Québec 12 aprile 1984 | Montreal Canadiens | 2 – 4 (2-2; 0-1; 0-1) referto | Quebec Nordiques | Colisée de Québec (15.380 spett.) |

| Québec 13 aprile 1984 | Montreal Canadiens | 4 – 1 (0-0; 1-0; 3-1) referto | Quebec Nordiques | Colisée de Québec (15.387 spett.) |

| Montréal 15 aprile 1984 | Quebec Nordiques | 1 – 2 (1-1; 0-1; 0-0) referto | Montreal Canadiens | Forum de Montréal (18.076 spett.) |

| Montréal 16 aprile 1984 | Quebec Nordiques | 4 – 3 (d.t.s.) (0-2; 2-1; 1-0) referto | Montreal Canadiens | Forum de Montréal (17.276 spett.) |

| Québec 18 aprile 1984 | Montreal Canadiens | 4 – 0 (0-0; 1-0; 3-0) referto | Quebec Nordiques | Colisée de Québec (15.382 spett.) |

| Montréal 20 aprile 1984 | Quebec Nordiques | 3 – 5 (1-0; 0-0; 2-5) referto | Montreal Canadiens | Forum de Montréal (18.090 spett.) |

#### NY Islanders - Washington
| Uniondale 12 aprile 1984 | Washington Capitals | 3 – 2 (0-1; 1-1; 2-0) referto | New York Islanders | Nassau Coliseum (15.592 spett.) |

| Uniondale 13 aprile 1984 | Washington Capitals | 4 – 5 (d.t.s.) (2-4; 1-0; 1-0) referto | New York Islanders | Nassau Coliseum (15.712 spett.) |

| Landover 15 aprile 1984 | New York Islanders | 3 – 1 (0-0; 1-1; 2-0) referto | Washington Capitals | Capital Centre (18.130 spett.) |

| Landover 16 aprile 1984 | New York Islanders | 5 – 2 (1-0; 2-0; 2-2) referto | Washington Capitals | Capital Centre (18.130 spett.) |

| Uniondale 18 aprile 1984 | Washington Capitals | 3 – 5 (2-0; 1-4; 0-1) referto | New York Islanders | Nassau Coliseum (15.861 spett.) |

### Finale di Conference

#### Montreal - NY Islanders
| Montréal 24 aprile 1984 | New York Islanders | 0 – 3 (0-1; 0-1; 0-2) referto | Montreal Canadiens | Forum de Montréal (16.904 spett.) |

| Montréal 26 aprile 1984 | New York Islanders | 2 – 4 (1-1; 1-2; 0-1) referto | Montreal Canadiens | Forum de Montréal (17.836 spett.) |

| Uniondale 28 aprile 1984 | Montreal Canadiens | 2 – 5 (0-2; 1-3; 1-0) referto | New York Islanders | Nassau Coliseum (15.861 spett.) |

| Uniondale 1º maggio 1984 | Montreal Canadiens | 1 – 3 (1-1; 0-1; 0-1) referto | New York Islanders | Nassau Coliseum (15.861 spett.) |

| Montréal 3 maggio 1984 | New York Islanders | 3 – 1 (2-0; 0-0; 1-1) referto | Montreal Canadiens | Forum de Montréal (17.276 spett.) |

| Uniondale 5 maggio 1984 | Montreal Canadiens | 1 – 4 (0-1; 0-0; 1-2) referto | New York Islanders | Nassau Coliseum (15.712 spett.) |

## Clarence S. Campbell Conference

### Semifinali di Division

#### Minnesota - Chicago
| Bloomington 4 aprile 1984 | Chicago Blackhawks | 3 – 1 (0-0; 0-1; 3-0) referto | Minnesota North Stars | Met Center (14.366 spett.) |

| Bloomington 5 aprile 1984 | Chicago Blackhawks | 5 – 6 (0-2; 3-1; 2-3) referto | Minnesota North Stars | Met Center (15.206 spett.) |

| Chicago 7 aprile 1984 | Minnesota North Stars | 4 – 1 (2-0; 1-1; 1-0) referto | Chicago Blackhawks | Chicago Stadium (17.371 spett.) |

| Chicago 8 aprile 1984 | Minnesota North Stars | 3 – 4 (1-1; 1-1; 1-2) referto | Chicago Blackhawks | Chicago Stadium (16.478 spett.) |

| Bloomington 10 aprile 1984 | Chicago Blackhawks | 1 – 4 (0-2; 1-1; 0-1) referto | Minnesota North Stars | Met Center (15.764 spett.) |

#### St. Louis - Detroit
| St. Louis 4 aprile 1984 | Detroit Red Wings | 2 – 3 (0-0; 0-1; 2-2) referto | St. Louis Blues | St. Louis Arena (12.646 spett.) |

| St. Louis 5 aprile 1984 | Detroit Red Wings | 5 – 3 (0-2; 2-0; 3-1) referto | St. Louis Blues | St. Louis Arena (13.426 spett.) |

| Detroit 7 aprile 1984 | St. Louis Blues | 4 – 3 (d.t.s.) (2-2; 1-1; 0-0; 0-0) referto | Detroit Red Wings | Joe Louis Arena (20.080 spett.) |

| Detroit 8 aprile 1984 | St. Louis Blues | 3 – 2 (d.t.s.) (1-0; 1-2; 0-0) referto | Detroit Red Wings | Joe Louis Arena (19.742 spett.) |

#### Edmonton - Winnipeg
| Edmonton 4 aprile 1984 | Winnipeg Jets | 2 – 9 (1-5; 0-1; 1-3) referto | Edmonton Oilers | Northlands Coliseum (17.197 spett.) |

| Edmonton 5 aprile 1984 | Winnipeg Jets | 4 – 5 (d.t.s.) (2-1; 1-1; 1-2) referto | Edmonton Oilers | Northlands Coliseum (17.390 spett.) |

| Winnipeg 7 aprile 1984 | Edmonton Oilers | 4 – 1 (1-0; 1-1; 2-0) referto | Winnipeg Jets | Winnipeg Arena (12.497 spett.) |

#### Calgary - Vancouver
| Calgary 4 aprile 1984 | Vancouver Canucks | 3 – 5 (1-0; 0-3; 2-2) referto | Calgary Flames | Olympic Saddledome (16.764 spett.) |

| Calgary 5 aprile 1984 | Vancouver Canucks | 2 – 4 (0-0; 1-2; 1-2) referto | Calgary Flames | Olympic Saddledome (16.706 spett.) |

| Vancouver 7 aprile 1984 | Calgary Flames | 0 – 7 (0-3; 0-2; 0-2) referto | Vancouver Canucks | Pacific Coliseum (12.784 spett.) |

| Vancouver 8 aprile 1984 | Calgary Flames | 5 – 1 (3-0; 1-0; 1-1) referto | Vancouver Canucks | Pacific Coliseum (12.182 spett.) |

### Finali di Division

#### Minnesota - St. Louis
| Bloomington 12 aprile 1984 | St. Louis Blues | 1 – 2 (0-0; 0-1; 1-1) referto | Minnesota North Stars | Met Center (13.615 spett.) |

| Bloomington 13 aprile 1984 | St. Louis Blues | 4 – 3 (d.t.s.) (0-0; 1-3; 2-0) referto | Minnesota North Stars | Met Center (15.588 spett.) |

| St. Louis 15 aprile 1984 | Minnesota North Stars | 1 – 3 (0-0; 0-1; 1-2) referto | St. Louis Blues | St. Louis Arena (18.876 spett.) |

| St. Louis 16 aprile 1984 | Minnesota North Stars | 3 – 2 (2-1; 1-1; 0-0) referto | St. Louis Blues | St. Louis Arena (17.023 spett.) |

| Bloomington 18 aprile 1984 | St. Louis Blues | 0 – 6 (0-2; 0-1; 0-3) referto | Minnesota North Stars | Met Center (15.423 spett.) |

| St. Louis 20 aprile 1984 | Minnesota North Stars | 0 – 4 (0-1; 0-1; 0-2) referto | St. Louis Blues | St. Louis Arena (16.411 spett.) |

| Bloomington 22 aprile 1984 | St. Louis Blues | 3 – 4 (d.t.s.) (1-1; 0-0; 2-2) referto | Minnesota North Stars | Met Center (15.603 spett.) |

#### Edmonton - Calgary
| Edmonton 12 aprile 1984 | Calgary Flames | 2 – 5 (1-1; 1-2; 0-2) referto | Edmonton Oilers | Northlands Coliseum (17.498 spett.) |

| Edmonton 13 aprile 1984 | Calgary Flames | 6 – 5 (d.t.s.) (1-1; 1-3; 3-1) referto | Edmonton Oilers | Northlands Coliseum (17.498 spett.) |

| Calgary 15 aprile 1984 | Edmonton Oilers | 3 – 2 (0-0; 2-1; 1-1) referto | Calgary Flames | Olympic Saddledome (16.706 spett.) |

| Calgary 16 aprile 1984 | Edmonton Oilers | 5 – 3 (1-0; 2-2; 2-1) referto | Calgary Flames | Olympic Saddledome (16.784 spett.) |

| Edmonton 18 aprile 1984 | Calgary Flames | 5 – 4 (3-1; 2-2; 0-1) referto | Edmonton Oilers | Northlands Coliseum (17.498 spett.) |

| Calgary 20 aprile 1984 | Edmonton Oilers | 4 – 5 (d.t.s.) (2-2; 1-2; 1-0) referto | Calgary Flames | Olympic Saddledome (16.764 spett.) |

| Edmonton 22 aprile 1984 | Calgary Flames | 4 – 7 (2-2; 2-4; 0-1) referto | Edmonton Oilers | Northlands Coliseum (17.489 spett.) |

### Finale di Conference

#### Edmonton - Minnesota
| Edmonton 24 aprile 1984 | Minnesota North Stars | 1 – 7 (0-2; 1-2; 0-3) referto | Edmonton Oilers | Northlands Coliseum (17.498 spett.) |

| Edmonton 26 aprile 1984 | Minnesota North Stars | 3 – 4 (0-2; 3-1; 0-1) referto | Edmonton Oilers | Northlands Coliseum (17.498 spett.) |

| Bloomington 28 aprile 1984 | Edmonton Oilers | 8 – 5 (2-0; 1-5; 5-0) referto | Minnesota North Stars | Met Center (15.794 spett.) |

| Bloomington 1º maggio 1984 | Edmonton Oilers | 3 – 1 (0-0; 1-0; 2-1) referto | Minnesota North Stars | Met Center (15.507 spett.) |

## Finale Stanley Cup
La finale della Stanley Cup 1984 è stata una serie al meglio delle sette gare che ha determinato il campione della National Hockey League per la stagione 1983-84. Gli Edmonton Oilers hanno sconfitto i New York Islanders in cinque partite e si sono aggiudicati la Stanley Cup per la prima volta nella loro storia, interrompendo così la striscia vincente della squadra di New York.

## Statistiche

### Classifica marcatori
La seguente lista elenca i migliori marcatori al termine dei playoff.

| Giocatore      | Squadra               | PG | G  | A  | Pt | +/- | MP |
| -------------- | --------------------- | -- | -- | -- | -- | --- | -- |
| Wayne Gretzky  | Edmonton Oilers       | 19 | 13 | 22 | 35 | +18 | 12 |
| Jari Kurri     | Edmonton Oilers       | 19 | 14 | 14 | 28 | +9  | 13 |
| Mark Messier   | Edmonton Oilers       | 19 | 8  | 18 | 26 | +9  | 19 |
| Paul Coffey    | Edmonton Oilers       | 19 | 8  | 14 | 22 | +21 | 21 |
| Clark Gillies  | New York Islanders    | 21 | 12 | 7  | 19 | +2  | 19 |
| Mike Bossy     | New York Islanders    | 21 | 8  | 10 | 18 | +6  | 4  |
| Glenn Anderson | Edmonton Oilers       | 19 | 6  | 11 | 17 | +6  | 33 |
| Paul Reinhart  | Calgary Flames        | 11 | 6  | 11 | 17 | +6  | 2  |
| Pat Flatley    | New York Islanders    | 21 | 9  | 6  | 15 | +6  | 14 |
| Brian Bellows  | Minnesota North Stars | 16 | 2  | 12 | 14 | -2  | 6  |

### Classifica portieri
Questa è una tabella che combina i cinque migliori portieri dei playoff per media di gol subiti a gara con i cinque migliori portieri per percentuale di parate, con almeno quattro partite disputate. La tabella è ordinata per la media gol subiti, e i criteri di inclusione sono in grassetto.

| Giocatore    | Squadra             | PG | Min  | V  | S | TC  | GS | SO | Sv%  | MGS  |
| ------------ | ------------------- | -- | ---- | -- | - | --- | -- | -- | ---- | ---- |
| Steve Penney | Montreal Canadiens  | 15 | 871  | 9  | 6 | 354 | 32 | 3  | .910 | 2.20 |
| Pat Riggin   | Washington Capitals | 5  | 230  | 1  | 3 | 81  | 9  | 0  | .889 | 2.35 |
| Mike Liut    | St. Louis Blues     | 11 | 714  | 6  | 5 | 362 | 29 | 1  | .920 | 2.44 |
| Glen Hanlon  | New York Rangers    | 5  | 308  | 2  | 3 | 166 | 13 | 1  | .922 | 2.53 |
| Billy Smith  | New York Islanders  | 21 | 1190 | 12 | 8 | 567 | 54 | 0  | .905 | 2.72 |
| Grant Fuhr   | Edmonton Oilers     | 16 | 1064 | 11 | 4 | 491 | 44 | 1  | .910 | 2.99 |
| Don Edwards  | Calgary Flames      | 6  | 217  | 2  | 1 | 133 | 12 | 0  | .910 | 3.32 |